# Copa Mundial de Bajas Cross-Country de la FIA
La Copa Mundial de Bajas Cross-Country de la FIA es una competición de rally raid estilo bajas que organiza la FIA.
El campeonato fue creado en 2002 como campeonato europeo, pero se unió en 2010 a la Copa Mundial de Rally Cross-Country de la FIA. Sin embargo, en 2019 la FIA volver a separar dada la diferencia de longitud entre un rally y una baja, más corta.
En 2019, las categorías se dividen en vehículos de serie, vehículos mejorados-ligeros y camiones, y se dan copas FIA a los dos primeros.

## Pruebas

### Actuales
- Baja Aragón
- Baja Italia
- Baja Portalegre 500
- Baja Jordania
- Baja Grecia
- Baja Saudi
- Baja Qatar Internacional
- Baja Dubai Internacional

### Antiguas
- Baja Rusia
- Baja Hungría
- Baja Polonia
- Baja GB
- Baja Vodafone Portugal

## Campeones
| Año       | Piloto                                                         | Copiloto                                                       | Automóvil                                                      |
| --------- | -------------------------------------------------------------- | -------------------------------------------------------------- | -------------------------------------------------------------- |
| 2002      | Jean-Louis Schlesser                                           | Henri Magne                                                    | Buggy Schlesser                                                |
| 2003      | Carlos Sousa                                                   | Henri Magne                                                    | Mitsubishi                                                     |
| 2004      | Carlos Sousa                                                   | Henri Magne                                                    | Mitsubishi                                                     |
| 2005      | Marc Blazquez                                                  | Ignacio Salvador                                               | Nissan Pick-Up D22                                             |
| 2006      | Marc Blazquez                                                  | Ignacio Salvador                                               | Nissan Navara                                                  |
| 2007      | Boris Gadazin                                                  |                                                                | Nissan                                                         |
| 2008      | Nasser Al-Attiyah                                              | Tina Thörner                                                   | BMW X-Raid                                                     |
| 2009      | Boris Gadazin                                                  | Vladimir Demyanenko                                            | Nissan Overdrive                                               |
| 2010-2018 | Fusionada con la Copa Mundial de Rally Cross-Country de la FIA | Fusionada con la Copa Mundial de Rally Cross-Country de la FIA | Fusionada con la Copa Mundial de Rally Cross-Country de la FIA |
| 2019      | Orlando Terranova                                              | Ronnie Graue                                                   | MINI John Cooper Works Rally                                   |
| 2020      | Vladimir Vasilyev                                              | Tom Colsoul                                                    | MINI John Cooper Works Rally                                   |
| 2021      | Yazeed Al-Rajhi                                                | Alexey Kuzmich                                                 | Toyota Hilux                                                   |
| 2022      | Yazeed Al-Rajhi                                                | Marek Sykora                                                   | Toyota Hilux                                                   |
| 2023      | Nasser Al-Attiyah                                              | Mathieu Baumel                                                 | BRX Prodrive Hunter                                            |
| 2024      | João Ferreira                                                  | Filipe Palmeiro                                                | X-raid Mini JCW Team                                           |

### Categorías menores
| Año  | Campeón T3 / Challenger | Campeón T3 / Challenger | Campeón T4 / SSV  | Campeón T4 / SSV |
| Año  | Piloto                  | Copiloto                | Piloto            | Copiloto         |
| ---- | ----------------------- | ----------------------- | ----------------- | ---------------- |
| 2021 | Dania Akeel             | No realizado            | Alexandre Re      | No realizado     |
| 2022 | Fernando Álvarez        | No realizado            | Cristiano Batista | No realizado     |
| 2023 | Otavio Sousa Leite      | No realizado            | Cristiano Batista | No realizado     |
| 2024 | Eduardo Pons            | Sergio Lafuente         | Fernando Alvarez  | Xavier Panseri   |